# Amakusanthura toyamaensis
Amakusanthura toyamaensis là một loài chân đều trong họ Anthuridae. Loài này được Nunomura miêu tả khoa học năm 1992.